# Bahnhof Potsdam-Babelsberg
Der Bahnhof Potsdam-Babelsberg ist ein S-Bahnhof im Potsdamer Stadtteil Babelsberg. Er befindet sich an den Gleisen der verlängerten Wannseebahn zwischen dem Bahnhof Griebnitzsee und dem Potsdamer Hauptbahnhof und ist trotz der Namensähnlichkeit nicht zu verwechseln mit dem im Potsdamer Stadtteil Drewitz gelegenen Bahnhof Potsdam Medienstadt Babelsberg. Der Bahnhof mit seinen Aufgängen an beiden Seiten des Bahnsteigs steht auf der Denkmalliste der Stadt Potsdam.

## Lage
Der Bahnhof liegt im Stadtteil Babelsberg und wird von der Rudolf-Breitscheid-Straße, Karl-Liebknecht-Straße, Schulstraße und Wattstraße umschlossen. Er befindet sich am Streckenkilometer 31,2 der Wannseebahn, die in diesem Bereich nördlich parallel zu den Fernbahngleisen der Bahnstrecke Berlin–Magdeburg (Stammbahn) verläuft.

## Geschichte

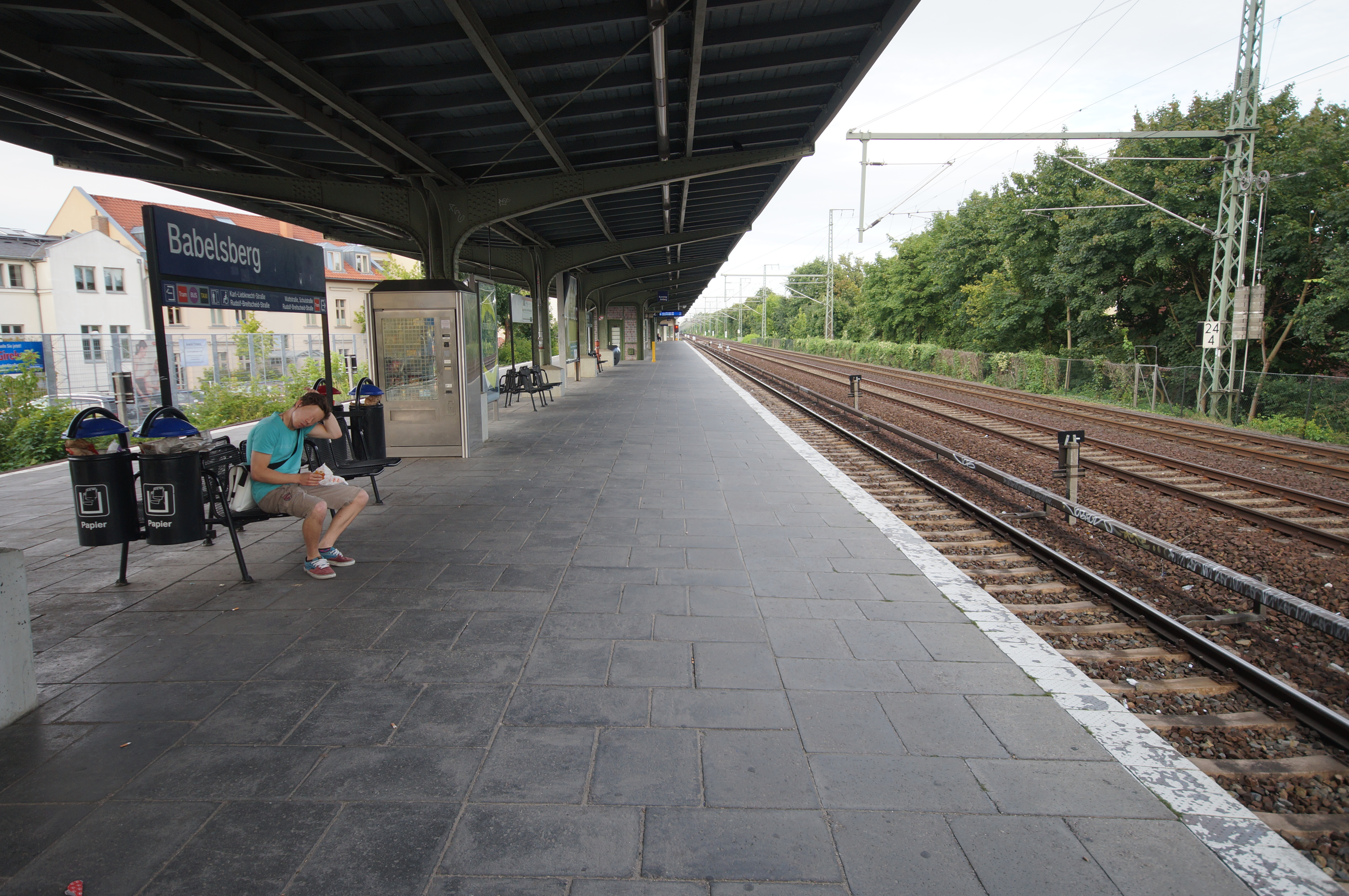
Der Bahnsteig, 2012

Ein erster Haltepunkt in Babelsberg wurde 1862 unter dem Namen Neuendorf als Sonderhalt für die Hofzüge des preußischen Königs an der Stammbahn eingerichtet. Er befand sich westlich des heutigen Bahnhofs. Ab 1866/1868 hielten reguläre Züge an der zunächst mit einem Seitenbahnsteig ausgestatteten Station, später wurde sie um einen zweiten Seitenbahnsteig ergänzt.
Ab 1888 wurden die Gleise der Wannseebahn von Neubabelsberg (heute: Griebnitzsee) nach Potsdam verlängert, sodass in diesem Abschnitt vier Gleise verliefen. Der alte Bahnhof wurde geschlossen und ein neuer Vorortbahnhof an den Wannseebahngleisen in der heutigen Lage eröffnet. Ab dem 1. Mai 1890 trug dieser den Doppelnamen Neuendorf-Nowawes (benannt den Siedlungen Neuendorf und Nowawes, wobei Nowawes auch die tschechische Übersetzung von Neuendorf darstellt), zum 1. März 1908 gekürzt zu Nowawes. In den Jahren 1911 bis 1914 erfolgten eine Höherlegung der Strecke und die Errichtung des heutigen Bahnhofs.
Ab dem 11. Juni 1928 wurde der Bahnhof von den elektrischen Zügen der Berliner Stadt-, Ring- und Vorortbahnen bedient, die seit dem 1. September unter der Bezeichnung S-Bahn verkehren. Die Züge verkehrten vorrangig weiter über die Vorortgleise der Wetzlarer Bahn zur Berliner Stadtbahn anstatt über die Wannseebahn. Acht Jahre später, am 1. April 1938, erhielt der Bahnhof wegen der nationalsozialistisch motivierten Umbenennung von Nowawes den neuen Namen Babelsberg, im Jahr darauf wurde die umbenannte Stadt nach Potsdam eingemeindet.
Die Einführung der Grenzkontrollen im Interzonenverkehr führte im Februar 1951 zu einer mehrtägigen Schließung des Bahnhofs.
Mit dem Mauerbau am 13. August 1961 wurde die Eisenbahnverbindung von Potsdam nach West-Berlin unterbrochen. Bis zum 9. Oktober wurde ein S-Bahn-Inselverkehr zwischen Potsdam Stadt, Babelsberg und Griebnitzsee aufrechterhalten und danach durch Dieseltriebwagen ersetzt. Hierfür wurde eine Gleisverbindung von den Vorort- zu den Ferngleisen hergestellt. Die Züge verkehrten von Griebnitzsee über Babelsberg, Potsdam Stadt, Potsdam West (heute: Potsdam Charlottenhof) nach Potsdam Hauptbahnhof (heute Potsdam Pirschheide). Am 29. Oktober desselben Jahres wurde der Bahnhof Griebnitzsee zum reinen Kontrollbahnhof umfunktioniert und die Dieseltriebwagen bis Babelsberg zurückgezogen.
Nach der Grenzöffnung 1989 erfolgte am 22. Januar 1990 die Durchbindung der Dieselzüge von Babelsberg über Griebnitzsee nach Berlin-Wannsee. Am 1. April 1992 übernahm die S-Bahn wieder die Bedienung. Vier Jahre später erfolgte die denkmalgerechte Sanierung des Bahnhofs.
Im Jahr 2016 erfolgte eine umfangreiche Erneuerung des Bahnsteigs sowie der Gleis- und Weichenanlagen. Darüber hinaus wurde die unmittelbar vor dem Bahnhof befindliche, rund 100 Jahre alte und unter Denkmalschutz stehende Stützmauer saniert und durch zwölf Lisenen mit jeweils drei Stahlankern verstärkt.

## Anlagen

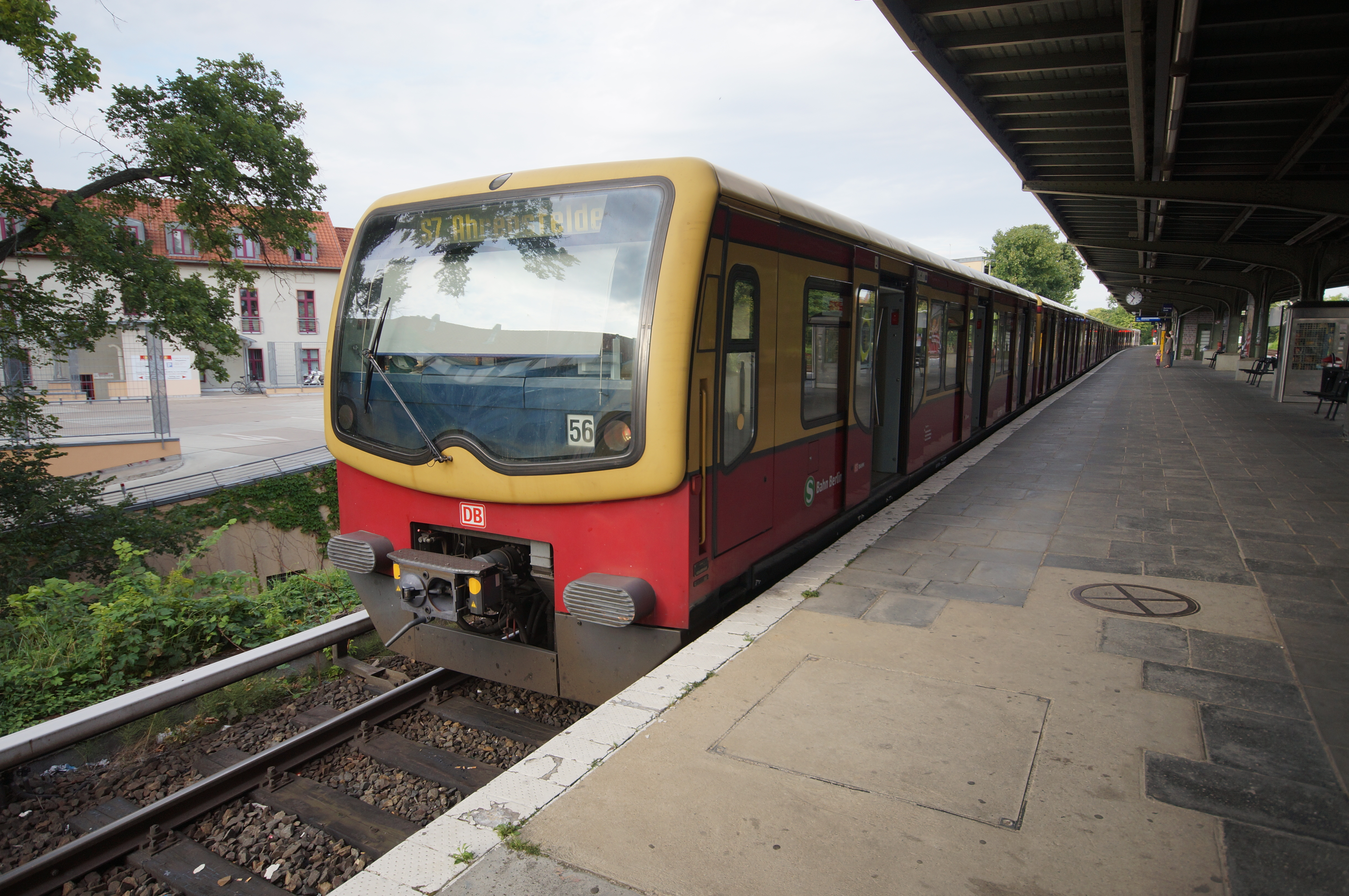
Zug der DB-Baureihe 481 auf der S-Bahn-Linie 7 auf dem Weg nach Ahrensfelde

Der Bahnhof besteht aus einem 159 Meter langen Inselbahnsteig in Hochlage mit zwei Bahnsteiggleisen an der ansonsten in diesem Bereich eingleisigen S-Bahn-Strecke. Er wird regelmäßig für Zugkreuzungen genutzt. Die beiden Fernbahngleise führen südlich am Bahnhof vorbei. An beiden Bahnsteigenden führt jeweils eine Treppe in einen mit Oberlichtern versehenen Vorraum, in dem sich früher die Fahrkartenausgaben befanden. Heute werden die Räumlichkeiten von einem Restaurant, Imbissen und einem Blumenladen benutzt. Ausgänge führen zur Karl-Liebknecht-Straße im Westen und zur Wattstraße im Osten.
Der Bahnhof steht unter Denkmalschutz.

## Anbindung
Der S-Bahnhof wird von der Linie S7 der S-Bahn Berlin bedient. Es besteht eine Umsteigemöglichkeit zu den Omnibus- und Straßenbahnlinien des Verkehrsbetriebs Potsdam.
| Linie | Verlauf |
| ----- | --- |
|       | Potsdam Hauptbahnhof – Babelsberg – Griebnitzsee – Wannsee – Nikolassee – Grunewald – Westkreuz – Charlottenburg – Savignyplatz – Zoologischer Garten – Tiergarten – Bellevue – Hauptbahnhof – Friedrichstraße – Hackescher Markt – Alexanderplatz – Jannowitzbrücke – Ostbahnhof – Warschauer Straße – Ostkreuz – Nöldnerplatz – Lichtenberg – Friedrichsfelde Ost – Springpfuhl – Poelchaustraße – Marzahn – Raoul-Wallenberg-Straße – Mehrower Allee – Ahrensfelde |